# Alphonse Duchesne de Gillevoisin
Pour les autres membres de la famille, voir Duchesne de Gillevoisin.
Pour les articles homonymes, voir Duc de Conegliano.
Alphonse Auguste Duchesne de Gillevoisin, 2e duc de Conegliano (30 décembre 1798 à Paris - 19 février 1878 à Paris), était un homme politique français du XIXe siècle.

## Biographie
Fils d'Antoine Duchesne (1758-1840), 1er baron de Gillevoisin et de l'Empire, Alphonse épousa le 30 octobre 1824 Jeanne Françoise Hélène, fille de Bon Adrien Jannot de Moncey, Maréchal-duc de Conegliano) 
Le 28 décembre 1825, en substitution du titre de son beau-père, il fut créé duc de Conegliano par une ordonnance de Charles X qui fit de Duchesne de Gillevoisin l'héritier du vivant de son beau-père :

« Charles, etc.
Nous avons ordonné et ordonnons ce qui suit:
Les rang, titre et qualité de pair du royaume qu'il nous a plu d'accorder à notre cousin le maréchal-duc de Conégliano seront transmis héréditairement au sieur Duchesne de Gillevoisin, baron de Conégliano (Alphonse Auguste), gendre dudit duc de Conégliano, pour en jouir, lui et sa descendance mâle, naturelle et légitime, dans le cas où le titulaire actuel viendrait à décéder sans postérité mâle, naturelle et légitime. »

Jannot de Moncey mourut à Paris le 20 avril 1842. Alphonse Duchesne de Gillevoisin hérita en effet du titre de duc de Conegliano, mais ne put siéger à la Chambre des pairs, l'hérédité de la pairie ayant été abolie par la Monarchie de Juillet.

### Vie familiale
Fils de Antoine Duchesne de Gillevoisin et de Augustine Louise Morel de Chèdeville, Alphonse Duchesne de Gillevoisin épousa, le 30 octobre 1824, Jeanne Françoise Hélène (12 août 1807 - Moncey (Doubs) ✝ 7 octobre 1852 - Asnières-sur-Oise), fille de Bon Adrien Jannot de Moncey (31 juillet 1754 - (Moncey, Doubs) ✝ 20 avril 1842 - Paris), Maréchal-duc de Conegliano).
Ensemble, ils eurent Claude Adrien Gustave Duchesne de Gillevoisin' (12 novembre 1825 - Paris ✝ 14 juin 1901 - Paris), 3e duc de Conegliano, marié le 9 mai 1857 avec Anne (dite Jenny) Le Vavasseur (28 juin 1837 - Rouen ✝ 1er juillet 1918 - Paris), fille de Jacques (dit James) Le Vavasseur (14 décembre 1801 - Rouen ✝ 27 août 1885 - château de Sainte-Geneviève (Seine-Inférieure), 2e baron Le Vavasseur (2 mai 1843), vice-président de la Chambre de Commerce de Rouen, membre du Conseil général de la Seine-inférieure, Chevalier de la Légion d'honneur

## Fonctions
- Pair de France (transmission de son beau-père par ordonnance du 21 décembre 1825) : ne siège pas à la Chambre des pairs.

## Titres
- 2e Baron de Gillevoisin (Janville-sur-Juine) ;
- Baron de Gillevoisin, dit de Conegliano (ordonnance du 21 décembre 1825),
- 2e duc de Conegliano (5 juillet 1842).

## Armoiries
| Figure | Blasonnement |
|        | Armes des Duchesne de Gillevoisin Parti : au 1, de gueules, au bourdon de pèlerin de sable, chargé de trois coquilles d'argent et flanqué vers le haut de deux étoiles du même; au 2, coupé, a) de gueules, à la branche de chêne d'argent en bande (baron membre du collège électoral), b) d'azur, à trois glands, tigés et feuillés d'or, surmontés d'une étoile du même. |
|        | Armes des ducs de Conegliano D'azur à une main d'or, mouvante d'une aile d'argent et tenant une épée du même. |